# Bombenanschlag auf Harrods
Der zweite Bombenanschlag auf Harrods, ein berühmtes Kaufhaus in London, wurde am 17. Dezember 1983 ausgeführt. Den Anschlag übten Mitglieder der Provisional IRA aus, obwohl das IRA Army Council meldete, dass sie das Attentat nicht autorisiert hatte. Sechs Personen wurden getötet, drei Polizeioffiziere und drei Zivilisten.
Auf Harrods verübten Attentäter im Namen der IRA drei Bombenanschläge – am 21. Dezember 1974, am 17. Dezember 1983 und am 28. Januar 1993. Beim ersten Anschlag gab es keine ernsthaften Personenschäden, beim dritten Anschlag wurden vier Personen verletzt.

## Bombenanschlag von 1983
Die Bombe enthielt 14 kg Sprengstoff und war in einem blauen Austin 1300 GT (Baujahr 1972) versteckt, einer viertürigen Limousine mit einem schwarzen Dach aus Polyvinylchlorid, die mit der Autonummer KFP 252K registriert war. Das Fahrzeug parkte vor dem Seiteneingang in der Hans Crescent, einer an Harrods angrenzenden Straße, und wurde durch einen Zeitzünder zur Detonation gebracht.
Um 12.44 Uhr rief ein Mann in der Telefonzentrale von Samaritans an, die Gesetzesverstöße entgegennimmt, und benutzte dabei ein Codeword der IRA. Der Anrufer sagte, dass sich Bomben inner- und außerhalb von Harrods befinden und gab die Autonummer des Austin an, aber er machte keine Angaben zur Fahrzeugfarbe. Um etwa 13.21 Uhr gelangten vier Polizeioffiziere in einem Fahrzeug, ein Hundeführer und ein Polizeioffizier zu Fuß zu dem Austin, als dieser explodierte. Das Polizeifahrzeug absorbierte den größten Teil der Druckwelle und verhinderte möglicherweise größere Schäden. Sechs Personen wurden getötet, drei Fußgänger, darunter ein Bürger der USA und drei Offiziere der Metropolitan Police. Getötet wurden Philip Geddes, ein Journalist (24 Jahre alt), Kenneth Salvesen (28 Jahre alt), Jasmine Cochrane-Patrick (25 Jahre alt), Polizeisergeant Noel Lane (28 Jahre alt) und Polizeikonstabler Jane Arbuthnot (22 Jahre alt). Polizeiinspektor Stephen Dodd (34 Jahre alt) wurde schwer verletzt und starb am 24. Dezember 1983. Polizeikonstabler Jon Gordon überlebte, aber verlor durch die Explosion beide Beine und einen Teil einer Hand.
Zur Zeit der ersten Explosion kam ein Anruf von der IRA, die vor einem Anschlag warnte. Der Anrufer gab an, dass sich eine Bombe auf der linken Seite des C&A-Kaufhauses auf der Ostseite der Oxford Street befindet. Die Polizei sicherte und riegelte das Gebiet ab, aber es war eine Falschmeldung.
Das Provisional IRA Army Council erklärte, dass ihre Freiwilligen das Attentat planten, aber diese hatten dafür keine Autorisierung und gaben an: „The volunteers involved gave a 40 minutes specific warning, which should have been adequate. But due to the inefficiency or failure of the Metropolitan Police, who boasted of foreknowledge of IRA activity, this warning did not result in an evacuation.“ (Deutsch: „Die IRA-Freiwilligen gaben 40 Minuten vor der Zündung eine genaue Warnung, die ausreichend gewesen sein dürfte, aber durch die Ineffizienz und durch Fehler der Metropolitan Police, die sich mit Vorhersagen über IRA-Aktivitäten brüstete, führte die Warnung nicht zu einer Evakuierung.“) Leon Brittan vom Secretary of State for the Home Department kommentierte die Aussage folgendermaßen: „The nature of a terrorist organisation is that those in it are not under disciplined control“. (Deutsch: „Die Natur terroristischer Organisationen bringt es mit sich, dass sie nicht unter disziplinierter Kontrolle gehalten werden können.“)
Eine Markierung zur Erinnerung an die drei getöteten Offiziere wurde am Kaufhaus Harrods an der Hans Cresent angebracht. Philip Geddes, ein Absolvent von Oxford und Journalist, war einer der Getöteten. Um an ihn zu gedenken, werden jährlich von der Oxford University Geldpreise an Journalismus-Studenten und aufstrebende junge Journalisten vergeben. Auch wird jedes Jahr eine Vorlesung Philip Geddes Memorial Lecture zur Zukunft des Journalismus von einem bedeutenden Journalisten abgehalten.

## Bombenanschlag von 1993
Im Januar 1993 wurde Harrods erneut zum Ziel der IRA. Bei diesem Anschlag wurden 0,450 kg Plastik-Sprengstoff Semtex zur Explosion gebracht, dabei wurde die Glasfront des Handelshauses zerstört und vier Personen verletzt. Verdächtigt wurden Jan Taylor, ein 51 Jahre alter früherer Korporal der British Army und Mitglied der Terrororganisation Red Action, und Patrick Hayes, ein 41 Jahre alter Computerprogrammierer mit einem Abschluss an der Central London Polytechnic. Im März 1993 verhaftete die Polizei beide Personen im Haus von Hayes in Stoke Newington, nördlich von London, wo sie sich mit Waffengewalt widersetzten, ohne dass dabei jemand verletzt wurde. Im Mai 1994 wurden Hayes und Taylor zu 30 Jahren Haft wegen des Anschlags auf Harrods und wegen eines anderen Anschlags auf den Ramsgate Train verurteilt.